# 양기웅
양기웅(1990년 1월 1일)은 대한민국의 희극 배우이다.

## 연작

### 방송
- 코미디빅리그 (tvN)
  - 《리액션스쿨》
  - 《코빅법정》 경찰관(2015년 2쿼터) 역
  - 《국제시장 7080》 윤미숙의 아들, 엿장수 역
  - 《깝스》 경찰(2015년 3쿼터), 하준수의 부하(2015년 4쿼터) 역
  - 《검은 사제들》
  - 《크레이지》
  - 《쇼미더구라》
  - 《오인택의 Live Show》
  - 《타짜:깡패 PD 곽철용》
  - 《오동대학》 - A.I 스튜던트 기웅 No.1 역